# پوپینگ
پوپینگ (به آلمانی: Pupping) یک منطقهٔ مسکونی در اتریش است که در ناحیه افردینگ واقع شده‌است. پوپینگ ۱۳٫۲ کیلومتر مربع مساحت دارد ۲۷۰ متر بالاتر از سطح دریا واقع شده‌است.